# Венера (ім'я)
Венера (лат. Venus; род. відм. Veneris) — жіноче ім'я на честь богині Венери із давньоримської міфології, дочки Юпітера, богині весни, краси та кохання. В давньогрецькій міфології є аналогом Афродіти.
Існує декілька теорій походження імені — від іспанської ("мушля"), римської ("божа милість") мови чи латини ("краса", "ніжність", "любов") . Похідна форма — італійське ім'я Венеранда (і його чоловіча форма Венерандо).